# 約翰三棘魨
約翰三棘魨，為輻鰭魚綱魨形目擬三刺魨亞目擬三棘魨科的其中一種，分布於中西大西洋古巴及托巴哥島海域，棲息深度183-549公尺，體長可達10公分，棲息在底層水域，生活習性不明。